# Spoguny
Spoguny, auch: Spogany (deutsch Spogahnen) ist ein Ort in der polnischen Woiwodschaft Ermland-Masuren. Er gehört zur Gmina Olsztynek (Stadt- und Landgemeinde Hohenstein i. Ostpr.) im Powiat Olsztyński (Kreis Allenstein).

## Geographische Lage
Spoguny resp. Spogany liegt im Südwesten der Woiwodschaft Ermland-Masuren, 24 Kilometer östlich der einstigen Kreisstadt Osterode in Ostpreußen (polnisch Ostróda) bzw. 17 Kilometer südwestlich der heutigen Kreismetropole Olsztyn (deutsch Allenstein).

## Geschichte
Im Jahre 1418 wurde der damals Plaweth – nach 1418 Plawoth und Spogeynn, vor 1785 Spogannen – genannte Ort gegründet. Zwischen 1874 und 1945 war das Dorf in den Amtsbezirk Manchengut (polnisch Mańki) im Kreis Osterode in Ostpreußen eingegliedert.
114 Einwohner waren im Jahre 1910 in Spogahnen gemeldet. Ihre Zahl sank bis 1933 auf 83 und belief sich 1939 auf 98.
In Kriegsfolge kam Spogahnen 1945 mit dem gesamten südlichen Ostpreußen zu Polen. Das Dorf erhielt die polnische Namensform „Spoguny“ (gebräuchlich ist auch „Spogany“) und ist heute „część wsi Zezuty“ (ein „Ortsteil von Zezuty“). Auch gehört es zum Schulzenamt (polnisch Sołectwo) Zezuty innerhalb der Gmina Olsztynek Stadt- und Landgemeinde Olsztynek (Hohenstein i. Ostpr.) im Powiat Olsztyński (Kreis Allenstein), bis 1998 der Woiwodschaft Olsztyn, seither der Woiwodschaft Ermland-Masuren zugehörig.

## Kirche
Bis 1945 war Spogahnen in die evangelische Kirche Manchengut (polnisch Mańki) in der Kirchenprovinz Ostpreußen der Kirche der Altpreußischen Union, außerdem in die römisch-katholische Kirche Hohenstein i. Ostpr. (polnisch Olsztynek) eingepfarrt.
Heute gehört Spoguny katholischerseits zur St.-Nikolaus-Kirche Mańki, einer Filialkirche der Pfarrei Biesal (Biessellen) im Erzbistum Ermland, evangelischerseits zur Kirchengemeinde Olsztynek, einer Filialgemeinde der Christus-Erlöser-Kirche Olsztyn (Allenstein) in der Diözese Masuren der Evangelisch-Augsburgischen Kirche in Polen.

## Verkehr
Spoguny liegt an einer Nebenstraße, die Mańki (Manxchengut) mit Stawiguda (Stabigotten) an der Schnellstraß0e 51 verbindet. Eine Anbindung an den Bahnverkehr besteht nicht.